# Santa Maria in Carinis
Santa Maria in Carinis var en kyrkobyggnad i Rom, helgad åt Jungfru Maria och särskilt Hennes födelse, vilken firas den 8 september. Kyrkan var belägen i Rione Monti, i hörnet av Via del Colosseo och Via del Tempio della Pace. Carinis syftar på det antika området Carinae, i vilket kyrkan var belägen.

## Historia
Santa Maria in Carinis är dokumenterad i slutet av 1100-talet. Kyrkan innehades under en tid av cisterciensermunkar, vilka 1809 sålde kloster och kyrka åt basilianermunkar. Kyrkan hade ett enda altare, invigt år Jungfru Marie födelse.
År 1873 exproprierades klostret och kyrkan av den italienska staten. I området utfördes genomgripande omstruktureringar, bland annat dragningen av Via Cavour, och mot seklets slut dekonsekrerades kyrkan och klostret revs. Det enda som återstår av kyrkan är portalen med inskriptionen: S. MARIA IN CARINIS.

## Bilder

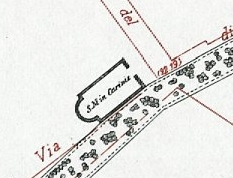
Santa Maria in Carinis. Utsnitt från Rodolfo Lancianis Rom-karta från 1893–1901.
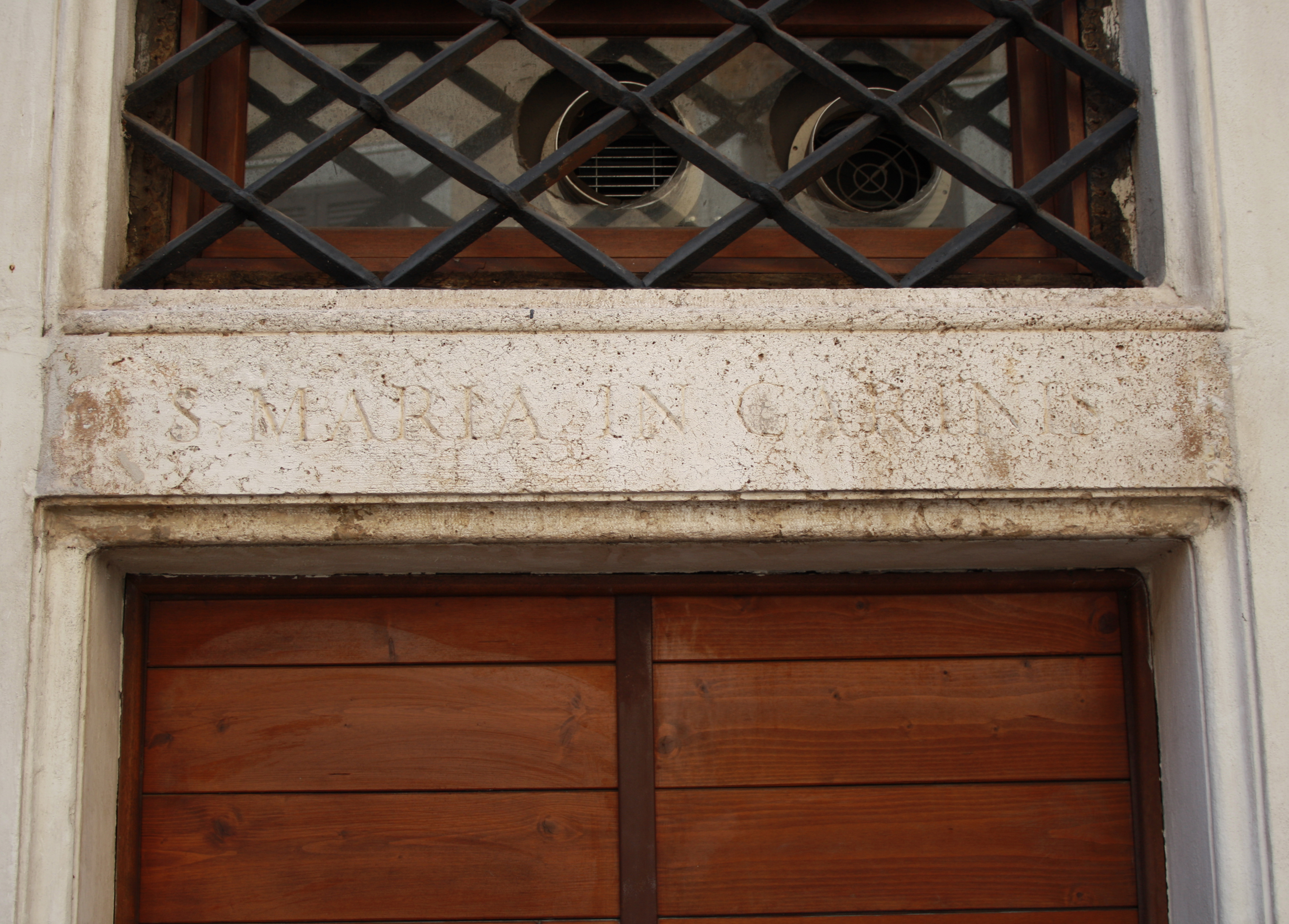
Inskriptionen på kyrkans portal.